# Cramaille
Cramaille település Franciaországban, Aisne megyében. Lakosainak száma 133 fő (2022. január 1.). Cramaille Arcy-Sainte-Restitue, Beugneux, Bruyères-sur-Fère és Saponay községekkel határos.

## Népesség
A település népességének változása:
| Lakosok száma | 172  | 127  | 108  | 118  | 130  | 134  | 143  | 145  | 145  | 133  |
|               | 1968 | 1982 | 1990 | 2006 | 2013 | 2015 | 2017 | 2019 | 2020 | 2022 |